# Felix Salzer
Felix Salzer (13. června 1904, Vídeň – 12. června 1986, New York) byl rakousko-americký hudební teoretik, muzikolog a pedagog. Byl jedním z hlavních následovníků Heinricha Schenkera a po jeho smrti vylepšil a vysvětlil Schenkerovu analýzu.

## Život
Narodil se ve Vídni, jeho rodiči byli Max Salzer (lékař) a Helene Wittgensteinová (dcera Karla Wittgensteina). Studoval muzikologii u Guida Adlera na vídeňské univerzitě, kde v roce 1926 s dizertační prací na sonátové formě v dílech Franze Schuberta získal titul doktora. Současně s tím studoval hudební teorii a analýzu u Heinricha Schenkera a Hanse Weisseho.
V roce 1939 Salzer emigroval do USA, kde roku 1945 získal občanství. V USA vyučoval na několika školách, včetně Mannes College of Music a Queens College na Městské univerzitě v New Yorku .
Jeho přínos k Schenkerově teorii byl dvojí: za prvé se mu podažilo představit Schenkerovy myšlenky americké obci hudebních teoretiků a muzikologů, a za druhé, použil analytickou techniku na hudbu mimo běžnou praxu, které Schenker důsledně aplikoval, zejména v hudbě renesance, středověku a hudbě 20. století. Pozdnější teoretici aplikovali Schenkerovu techniku také na populární hudbu.
Některé ze specifických vylepšení, které Salzer provedl ve Schenkeriánské teorii, zahrnují aspekty vedení hlasu a rozlišování akordů do strukturálních kategorií oproti kontrapunktálním.
Salzerovy práce zahrnují Strukturální slyšení (1952 a 1962), Counterpoint in Composition: The Study of Voice Leading (společně s Carlem Schachterem, 1969) a periodikum The Music Forum (zahájeno 1967).
Salzer se v roce 1939 oženil s Hedwig Lindtbergovou (sestrou Leopolda Lindtberga). Hedwig zemřela 29. února 2000. Pár neměl žádné děti.